# Kir-Balar jezik
Kir-Balar jezik (ISO 639-3: kkr; kir, kirr), afrazijski jezik zapadnočadske skupine, kojim govori oko 3 050 ljudi (1993) u nigerijskoj državi Bauchi u selima Kir Bengbet i Kir Bajang’le.
S još 13 jezika priključuje se užoj skupini B.3. Barawa, i s jezicima boghom [bux] i mangas [zns], svi iz Nigerije podskupini boghom.

## Vanjske poveznice
- Ethnologue (14th)
- Ethnologue (15th)